# Liste der Monuments historiques in Bettrechies
Die Liste der Monuments historiques in Bettrechies führt die Monuments historiques in der französischen Gemeinde Bettrechies auf.

## Liste der Objekte
| Bezeichnung                                                       | Beschreibung                                   | Standort                       | Kennzeichnung | Schutzstatus | Datum | Bild |
| ----------------------------------------------------------------- | ---------------------------------------------- | ------------------------------ | ------------- | ------------ | ----- | ---- |
| Skulptur Der heilige Martin teilt seinen Mantel mit einem Bettler | Holz, polychrom gefasst und vergoldet, um 1600 | in der Kirche St-Martin (Lage) | PM59001773    | Classé       | 2001  |      |